# Ramon Jounou i Baldrich
Ramon Jounou i Baldrich (Bellpuig, 5 de maig de 1979) és un enginyer agrònom català que fou alcalde de Bellpuig en la legislatura 2007-2011. Des del 2014 és secretari coordinador de la Cooperativa d'Ivars. A les eleccions municipals de 2007 encapçalà la llista d'Esquerra Republicana de Catalunya a Bellpuig, i fou proclamat alcalde el 16 de juny de 2007, càrrec que ocupà fins l'21 de maig de 2011. En aquest període també va ser president del Consorci del Circuit de Motocròs de Catalunya. Durant el seu mandat, la redacció d'un Pla d'Ordenació Ciutadana va ser objecte de polèmica entre el govern i l'oposició.